# Capilla (Badajoz)
Capilla es un municipio español, perteneciente a la provincia de Badajoz (comunidad autónoma de Extremadura).

## Situación
Capilla se sitúa en el borde oriental de la Baja Extremadura, limítrofe con las tierras de Ciudad Real y Córdoba, sobre un terreno accidentado, en el eje de los itinerarios que conducen a Chillón y Almadén, hallándose en una encrucijada de caminos e influencias culturales en que también participa el foco toledano.
También se encuentra en el límite de las comarcas de La Siberia y La Serena, presentando características que podrían justificar su inclusión en cualquiera de estas dos comarcas. En todo caso, su localización en la orilla izquierda del río Zújar, sobre la vertiente sur de la sierra del Torozo, la sitúa en La Serena. Pertenece al Partido judicial de Castuera.

## Historia
Foco de asentamientos humanos desde la más remota antigüedad, como testimonian las abundantes pinturas rupestres de la zona, y punto de fijación después, de la «Miróbriga Turdulorum»  céltica. Bajo el  dominio romano continuó siendo un centro poblado de notable importancia: «insigne municipio», lo denominó  Plinio y también durante época árabe, siempre como enclave estratégico destacado en el eje de las comunicaciones entre Mérida, Sevilla, Córdoba, Almadén y Toledo. Por tal razón, sobre sus escarpaduras existieron en todos los tiempos sólidas fortificaciones.
Un puente medieval llamado de «Garbayuela», quizá de origen romano, con ocho arcos, hoy muy maltrecho, fundamental en la red de itinerarios de la Mesta, en sus proximidades en dirección a Peñalsordo, evidencia la importancia del lugar como nudo de comunicaciones.
Capilla fue conquistada en 1226 por el reino de Castilla, si bien volvió a caer en manos musulmanas hasta que definitivamente fue tomada por las tropas cristianas, siendo entregado el lugar a la Orden del Temple. Al extinguirse la misma, en 1309 pasó a formar parte de las propiedades del  Maestre de Alcántara, don Gonzalo Pérez.
En 1382 pasó a la Casa de Béjar, al ser comprada por el camarero mayor del rey, don  Diego López de Stúñiga, por 280 000 maravedís. En los primeros años del siglo XVI pasó a formar parte del patrimonio de uno de sus descendientes ya que, según Sánchez Loro, en el testamento de don  Álvaro de Zúñiga se le otorgó Capilla y Burguillos. A fines del siglo XVIII pasó al Ducado de Osuna. 
En el aspecto jurisdiccional, desde la Reconquista fue capital del Estado de su nombre, en el cual se incluían las poblaciones de Garlitos, Baterno, Peñalsordo y Zarza Capilla. En 1594 la Tierra de Capilla figura en la Provincia de Trujillo.
A la caída del Antiguo Régimen la localidad se constituye en municipio constitucional en la región de Extremadura. Desde 1834 quedó integrado en el  Partido judicial de Puebla de Alcocer. En el censo de 1842 contaba con 84 hogares y 287 vecinos.

## Transportes

### Accesos por carretera
Las carreteras que llegan o parten de Capilla son:
| * EX-323 Cabeza del Buey - Límite de Provincia de Ciudad Real. Por esta vía se va hacia Peñalsordo, Zarza Capilla, Cabeza del Buey, Castuera, Villanueva de la Serena, Don Benito, Mérida o Badajoz hacia el oeste, y Chillón, Almadén, Puertollano y Ciudad Real hacia el este. |
| * BA-0044 Garlitos - EX-323 . Por esta vía se va hacia Garlitos, Risco y Sancti-Spíritus. |

### Autobuses
Capilla cuenta con enlaces directos en autobús con los siguientes destinos:
| AISA    | Barcelona | Cabeza del Buey | Castellón | Ciudad Real | Madrid | Puertollano             | Tarragona | Valencia |
| LISETUR | Badajoz   | Cabeza del Buey | Castuera  | Don Benito  | Mérida | Villanueva de la Serena |           |          |

## Demografía
Capilla cuenta con una población de 145 habitantes (INE 2024).
| Gráfica de evolución demográfica de Capilla entre 1842 y 2021                                                         |
| |
| Población de derecho según los censos de población del INE. Población de hecho según los censos de población del INE. |

| 685  | 697  | 623  | 894  | 614  | 882  | 672  | 500  | 297  | 232  |
| 1996 | 1998 | 2000 | 2001 | 2002 | 2003 | 2004 | 2005 | 2006 | 2007 |
| 227  | 228  | 225  | 216  | 212  | 203  | 197  | 193  | 198  | 189  |

## Monumentos y Edificios Artísticos
- Iglesia Parroquial de Santiago Apóstol.

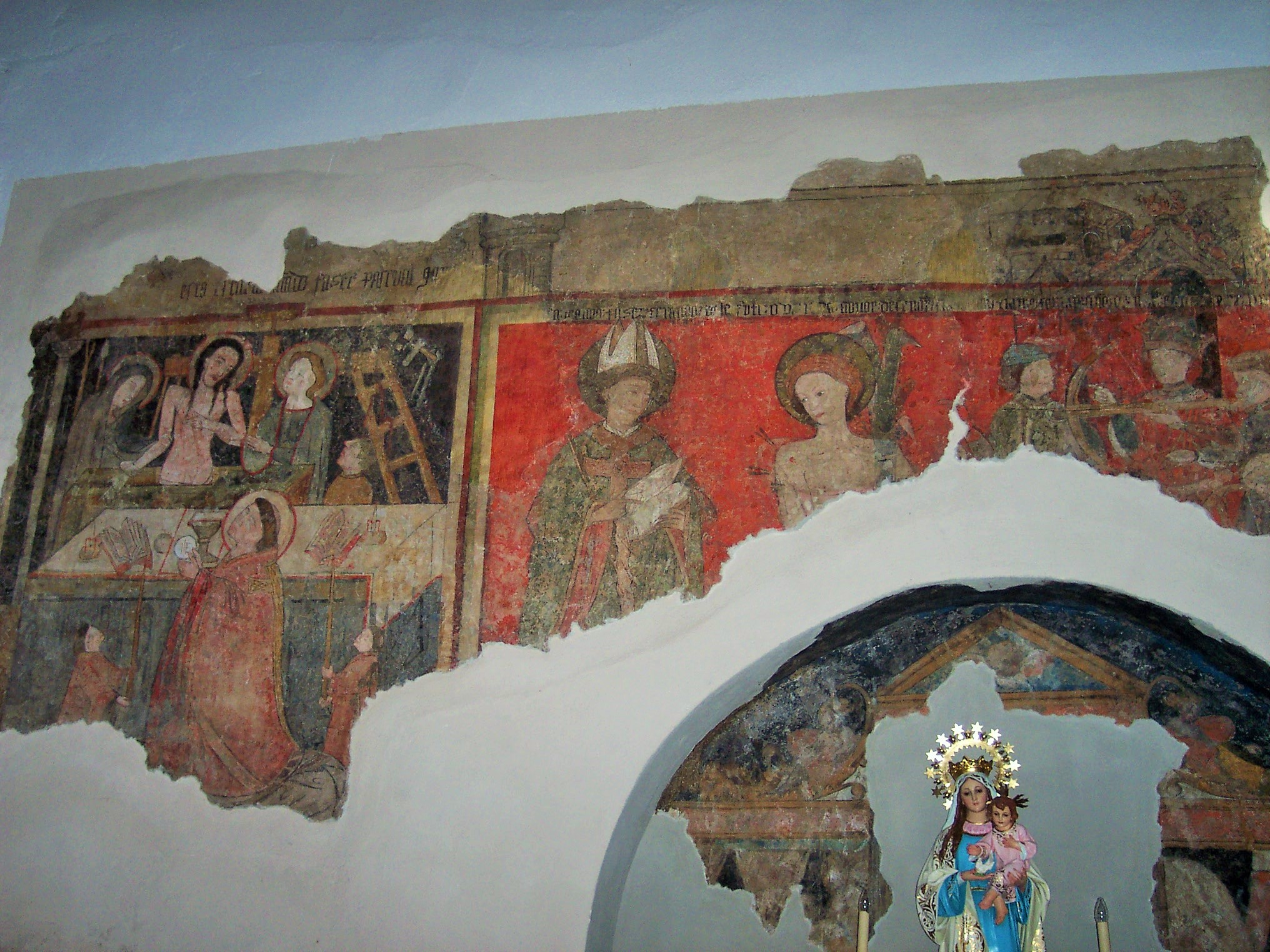
Pintura mural en la iglesia de Santiago Apóstol.

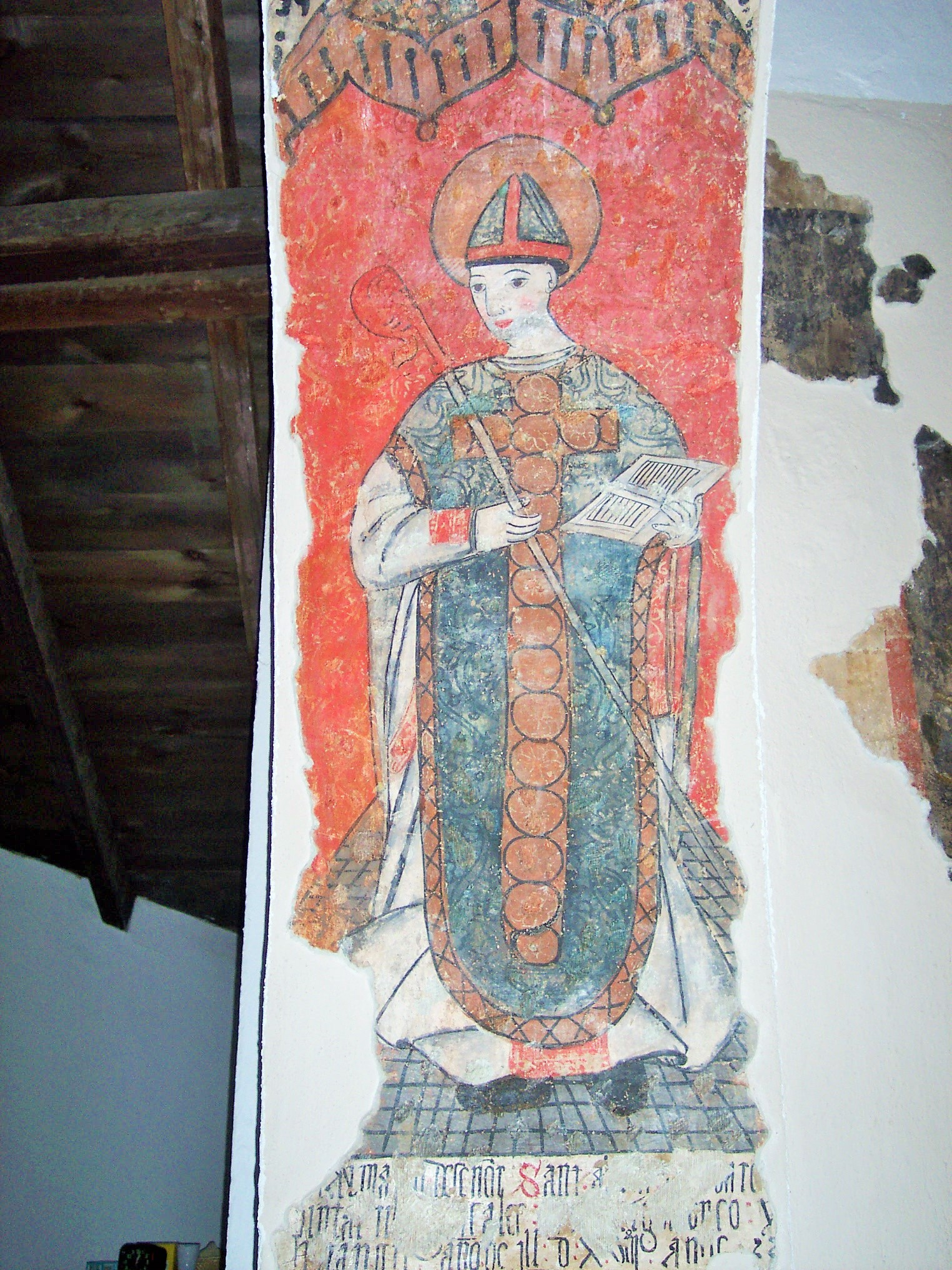
Pintura mural en la iglesia de Santiago Apóstol.

Edificación de sencilla arquitectura con marcado sabor popular, que al igual que las viviendas se adecua de manera ingeniosa a la fuerte irregularidad del terreno, lo que hace que sus portadas aparezcan a niveles diferentes. Para salvar la acusada pendiente de su asentamiento, bajo la cabecera se dispone una galería porticada a manera de girola inferior, que a su función de apoyo une un alto valor morfológico y estético, originando uno de los rincones de composición más atractiva de la localidad.
Además de un extraordinario valor formal, la iglesia encierra un interés histórico artístico sobresaliente, por tratarse de obra de arte mudéjar, muy posiblemente una mezquita, reconvertida en templo cristiano en el siglo XIV.
Constructivamente se trata de una pequeña edificación de mampostería encalada con sencillas portadas, en la que, además de la girola inferior mencionada, únicamente se significa al exterior la  espadaña de gran cuerpo que preside la fachada delantera. El interior tiene planta de tres naves sobre  arcos de herradura, con cubierta de madera a dos aguas y cabecera  cupulada con el mismo cubrimiento.
Con motivo de las obras de restauración en fase de ejecución, en 1991 fue descubierto en sus muros un conjunto de pinturas murales de extraordinario valor, fechadas en el siglo XV, representando diferentes escenas religiosas y bélicas, de factura semejante a las que aparecen en la parroquial de la vecina localidad de Chillón, poniendo de manifiesto sus conexiones con el foco toledano. Esta parroquia pertenece a la archidiócesis de Toledo.

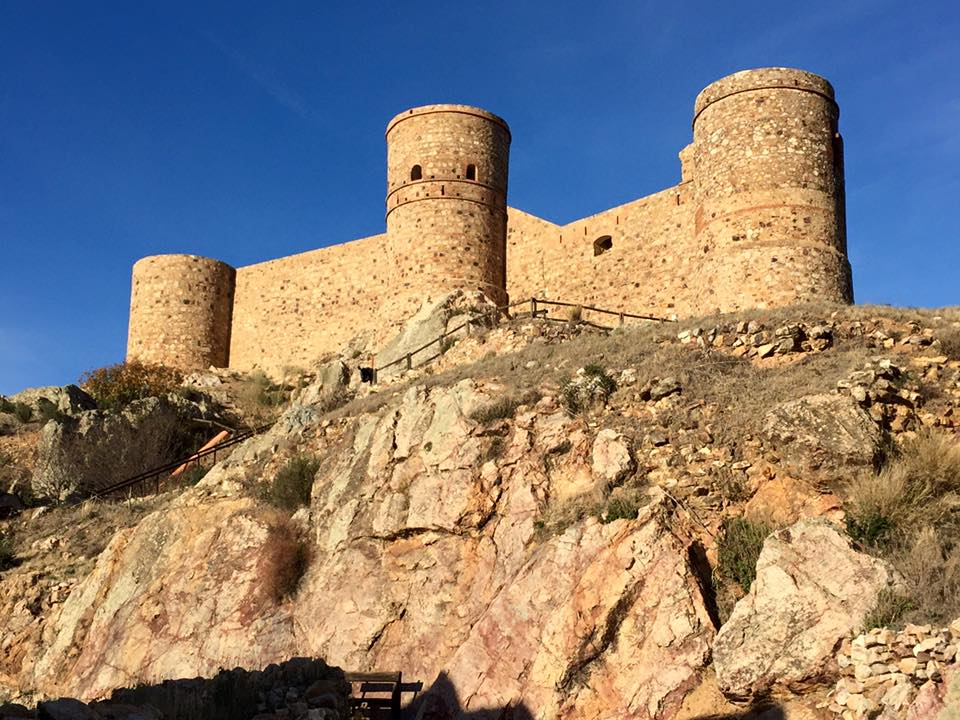
Castillo de Capilla

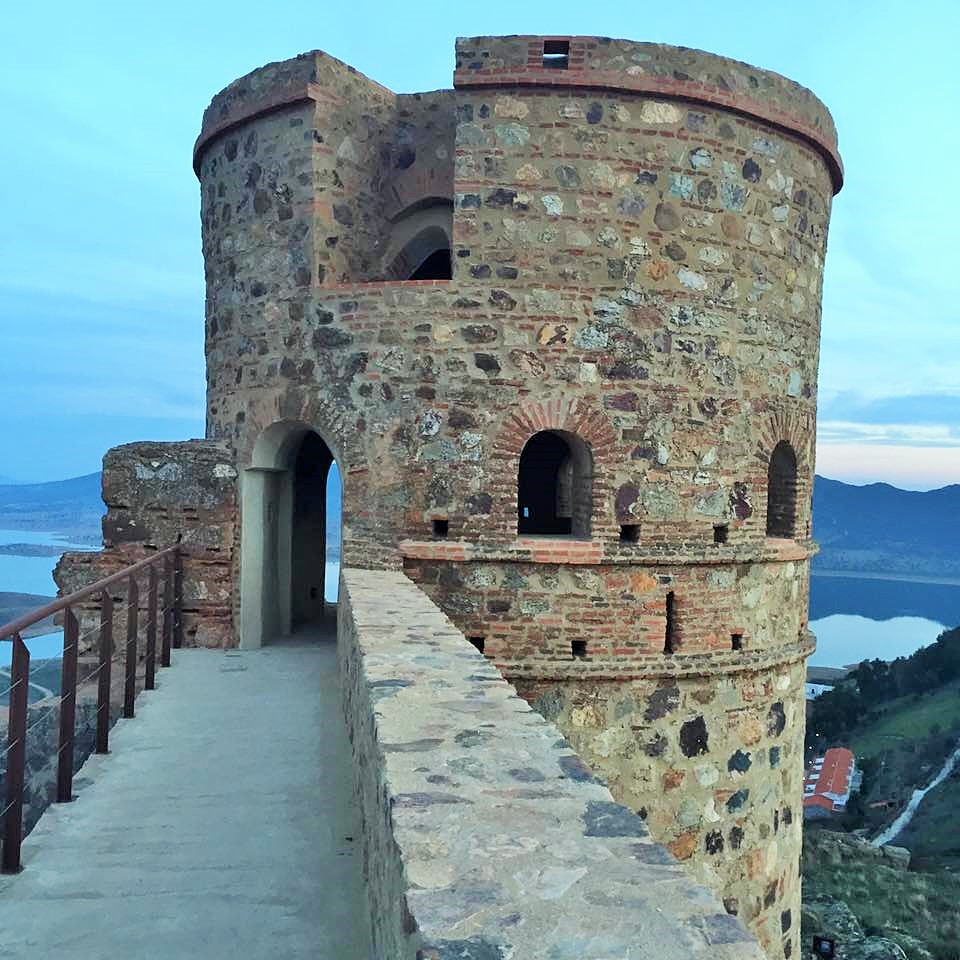
Torre del homenaje del Castillo de Capilla

- Castillo

El elemento más particular de Capilla es el formidable castillo roquero denominado  Castillo de Capilla a cuyo abrigo se encuentra la población, que corona el farallón rocoso de casi 50 metros de altura que se sitúa a su espalda. Su planta es rectangular e irregular y de sus sólidos muros surgen restos de seis  torreones cilíndricos de poderosa presencia. El castillo está situado al oeste del pueblo, sobre un escarpado promontorio que domina el pueblo. Su forma es de polígono irregular ya que tiene que ir adaptándose al terreno. El acceso está al final de una empinada y larga cuesta en su flanco oeste. La fachada principal es un grueso y elevado muro flanqueado por dos torres  cilíndricas en los extremos del muro y otra, de las mismas características, en el centro. Se conservan pues, los tres cubos cilíndricos que defienden la zona más vulnerable del castillo por estar  en la zona de menor cota y, como se decía, el lugar adonde llega la larga rampa de acceso. El acceso por la puerta principal está defendido por una barbacana.

### Parques y Jardines
- Parque Municipal. Paseo que sigue la carretera de acceso a la población.

## Fiestas
Capilla cuenta con varias fiestas a lo largo del año.
- «Romería de San Sebastián». Se celebra el 20 de enero.
- «Semana Santa».
- «Santiago Apóstol». Fiestas patronales que se celebran el 25 de julio..
- «Fiesta del Emigrante». Fiesta que se celebra el 15 de agosto, donde, entre otras actividades, hay vaquillas y orquestas.